# Улица Васку (Рига)
Улица Ва́ску (латыш. Vasku iela, от латыш. vasks — воск) — улица в Видземском предместье города Риги, в микрорайоне Тейка. Начинается и заканчивается примыканием к улице Земгалю, с другими улицами не пересекается. В плане имеет вид правильной полуокружности с радиусом около 80 м.
Общая длина улицы Васку составляет 264 метра. На всём протяжении имеет асфальтовое покрытие. Разрешено движение в обоих направлениях. Общественный транспорт по улице не курсирует.
Улица Васку проложена в середине XX века под своим нынешним названием, которое никогда не изменялось.
Застройка жилая частная, малоэтажная.